# Potts (rivière)
Pour les articles homonymes, voir Potts.
La rivière Potts  (en anglais : Potts River) est un cours d’eau de la région de Canterbury de l’île du Sud de la Nouvelle-Zélande. 

## Géographie
Elle s’écoule généralement  vers le sud à partir de l’extrémité sud de la chaîne Arrowsmith (en), à travers une vallée encaissée située entre la chaîne du Mont  Potts (en) vers l’ouest et la chaîne de Big Hill à l’est.
A l’extrémité de ces chaînes, la rivière part vers le sud-ouest, rencontrant la partie supérieure du fleuve Rangitata à 5 km au nord de la station d’élevage historique de « Mésopotamia ».